# Музей на князете Чарториски в Краков
Музеят на князете Чарториски в Краков (на полски Muzeum Książąt Czartoryskich w Krakowie) е един от най-старите музеи в Полша, филиал на Националния музей в Краков. Състои се от три сгради: дворецът Чарториски на ул. „Св. Ян“ 17 – 19 (на ъгъла с ул. „Пиярска“ 15), Манастирчето (Klasztorek) на ул. „Пиярска“ 6 и сградата на бившия Градски арсенал на ул. Пиярска 8.
Открит е през 1878 година, но предисторията му започва през 1801 и е свързана с колекцията на княгиня Изабела Чарториска, представена в нейния музей в Пулави. В края на XIX век колекцията е преместена в Краков.
След Втората световна война музеят е под опеката на Националния музей в Краков, а през 1991 за колекциите се грижи Фондацията на князете Чарториски. На 29 декември 2016 година Фондацията продава на полската държава цялата колекция заедно със сградите на музея общо за сумата от 100 милиона евро. От този момент колекцията на князете Чарториски става неразделна част от Националния музей в Краков.
Музеят събира произведения на изобразителното изкуство от XIII–XVIII в., паметници на европейските и ислямските изкуства и художествени занаяти от средновековието до XIX в., графики, древно изкуство и оръжия. Най-ценната творба в музея е „Дамата с хермелина“ на Леонардо да Винчи.

## История
През 1801 е открит „Храмът на Сибила“ в Пулави (Świątynia Sybilli w Puławach) – частен музей основан от Изабела Чарториска, съпругата на княз Адам Кажимеж Чарториски.
Колекцията в Пулави е частично разпръсната и унищожена след потушаването на Ноемврийското въстание и конфискацията на имущество на Чарториски от руснаците, по-голямата част от нея обаче е спасена и след това транспортирана в Париж в хотел „Ламберт“. През 1870 княз Владислав Чарториски решава да пренесе колекцията в Краков и през 1876 това решение е реализирано. През същата година Чарториски предоставят за обществено ползване в Краков (в Библиотеката на Чарториски) и огромната си колекция книги.
Музейните колекции на семейство Чарториски първоначално са съхранени в Общинския арсенал, който е дарен за музейни цели от общинските власти. По-късно княз Владислав Чарториски купува източната част на манастира на пиаристите (т.нар. манастирче на пиаристите) и три сгради на ъгъла на улиците „Пиярска“ и „Св. Ян“, които са обединени и преустроени в обща дворцова сграда от архитектите: Алберт Битнер, Вандалин Берингер и Зигмунт Хендел. Преустройството се извършва в периода 1879 – 1901. В резултат на това е създадена резиденция с атика и ренесансов двор, украсен с колонада. С превръщането на двореца в музей се заема Морис Ураду, ученик на Виолле-ле-Дюк. Архитектърт проекртира фасадите и украсената с гербове топла връзка между сградите над ул. „Пиярска“, която свързва основната сграда на двореца с „манастирчето“ и след това с Арсенала и част от градските стени с кулите Столярска и Чешелска. Така е създаден дворцово-музейният комплекс.
Самият Музей на князете Чарториски е открит през 1880 и първоначално е заемал само част от помещенията на оформилия се по-късно музеен комплекс. След избухването на Втората световна война най-ценната част от колекцията е евакуирана и скрита в двореца в Шенява. На 16 или 17 септември немците научават за скривалището и започва разграбване на колекцията. Кутиите са разбити и съхранените в тях произведения на изкуството са разхвърляни по земята. Безвъзвратно изчезват 64 предмета от Кралското ковчеже, 156 произведения на древното златарско изкуство, 104 произведения на съвременното златарско изкуство и 375 златни монети. Грабежът продължава през цялата германска окупация на Краков. След войната, благодарение на усилията на Полската народна република, повечето от експонатите са възстановени. Сред липсващите обаче е и „Портрет на млад мъж“, приписван на Рафаело. През 1950 Музеят на Чарториски става филиал на Националния музей. Поради липсата на правни основания движимото имущество на Чарториски формално не е национализирано и собствеността на колекциите и сградите не е урегулирана.
През 1991 тогавашният министър на културата, Марек Ростворовски (който преди това е бил дългогодишен уредник на колекцията на Чарториски от името на Националния музей в Краков), решава да уреди проблема с правния статус на Музея. По инициатива на Адам Карол Чарториски е създадена Фондация на князете, кочто пое попечителството на колекциите от името на законните собственици, оставяйки ги същевременно под техническа и кураторска грижа на Националния музей. Уставът на Фондацията предвижда неин председател да бъде съответният директор на Националния музей в Краков, през 2004 Съветът на фондацията обаче променя устава и поверява председателството на Адам Замойски, който остава председател до 2011 година.
На 11 януари 2010 започва основен ремонт на Музея и той остава затворен до края на 2019 година.
На 23 декември 2016 управителният съвет на Фондацията на князете Чарториски подава оставка. Тогавашният председател на управителния съвет Мариан Волковски-Волски обяснява това решение със загуба на доверие в основателя. По-късно обяснява, че водените по това време преговори относно продажбата на колекцията се осъществяват без знанието на управителния съвет на Фондацията. Нови членове на управителния съвет на Фондацията стават Ян Любомирски-Ланцкоронски и Мачей Радживил. На 29 декември 2016 Фондацията на князете Чарториски подписва договор, с който предава на Полската държава цялата колекция на Чарториски, както и недвижимото имущество в Краков за сумата от 100 милиона евро. През юни 2017 цялата колекция е предадена на Националния музей в Краков. От 20 декември 2019 в Музея на Чарториски отново може да бъде видяна колекцията от национални паметници и произведения на изкуството, сред тях са „Дамата с хермелина“ на Леонардо да Винчи и „Пейзаж с добрия самарянин“ на Рембранд.Дворът на музея е покрит със стъклен покрив, а пространството, на което е разположена експозицията е увеличено с една трета. Продължилият 10 години ремонт и разработването на новата експозиция са финансирани със средства от ЕС и средства на Министерство на културата и националното наследство на Полша.

## Експозицията до 2010 година

### Галерия за древно изкуство
Преди ремонта Галерия за древно изкуство е разположена в някогашния градски арсенал. Входът към голямата изложбена зала минава през връзката между манастира и бившия арсенал. Там са разположени паметници на гръцката, египетската, етруската и римската култура. Събраните предмети са от периода от третото хилядолетие пр.н.е. до 4 век след Христа. Сред тях са египетски саркофази с мумия, етруски гробници и множество скулптури.

### Галерия за европейска живопис
Отделът за западноевропейска живопис е разположен на втория етаж на двореца. Включва картини като:
- Леонардо да Винчи (Дамата с хермелина)
- Рембранд ван Рейн (Пейзаж с милосърдния самарянин)
- Якобело ди Бономо (Полиптих с коронацията на Мария, придружена от светци)
- Дирк Боутс (Благовещение)
- Питер Брьогел Стари (Пейзаж със скалист остров)
- Каспар Нетшер (Момче в полски костюм)
- Винченцо Катена (Мадоната с младенеца)
- Джоос ван Клив (Мадоната с младенеца)

- Леонардо да Винчи, „Дамата с хермелина“
- Рембранд ван Рейн, „Пейзаж с милосърдния самарянин“
- Дирк Боутс, „Благовещение“
- Галерия за европейска живопис (2007)

### История на Полша от XIV–XVII в. и европейски художествени занаяти
Двете експозиции са обединени и заемат първия етаж да музея. Те включват портрети на последните представители на династията Ягелони, създадени в ателието на Лукас Кранах Млади в средата на XVI век, през XIX век са поставени в една рамка, портрети в цял ръст на великият коронен маршал Лукаш Опалински и Агнешка Фирлейова, родена Тенчинска. Изложбата представя историята на Полша в хронологичен ред от времето на Ягелоните до времето на крал Станислав Август Понятовски.

### Оръжейна и експонати от Пулави
Постоянна експозиция, представяне в манастирчето, в която са събрани ценни предмети на рода Чарториски, преди всичко портрети на най-великите му представители, а също и полски, европейски и близкоизточни оръжия.